# Hodinsko polje
Hodinsko polje (rusko: Ходынское поле, Hodinskoje pole) je velik odprt prostor na severozahodu Moskve, na začetku današnjega Leningrajskega prospekta. Ime je dobilo po majhni reki Hodinki, ki je nekoč prečkala sosesko. Med večjimi konstrukcijami na terenu so bile vojašnice iz 19. stoletja in bolnišnica Botkin, največja v Moskvi v času ustanovitve leta 1910.
Hodinka je bil kraj prvega ruskega poleta in je postal uradno letališče, ki so ga uporabljali do konca 1980-ih. Tukaj je Ruski nacionalni zračni in vesoljski muzej.
Hodinsko polje (do 17. stoletja Hodinski travnik) je kot tak znan že od 14. stoletja. Prva omemba tega imena sega v leto 1389, ko je knez Dimitrij Donski zapisal Hodinski travnik svojemu sinu Juriju Dmitrieviču.
Dolgo časa je bilo polje nerazvito, prostor za njive naselja tverskih kočijažev. V začetku 17. stoletja se je tukaj vojska carja Vasilija IV. borila proti četam lažnega Dimitrija II.
V času vladavine Katarine Velike je bilo polje leta 1775  prizorišče velikih praznovanj ob uspešni sklenitvi vojne s Turčijo s pogodbo Küçük Kaynarca.
Hodinko so v 19. stoletju uporabljali za praznovanje državnih priložnosti. Junija 1883 so tu praznovali kronanje Aleksandra III.. Dogodek je koordiniral Mihail Lentovski in je vključeval štiri gledališča, cirkus, lutkovne predstave, zbore in orkestre. Vrhunec je bila alegorijska povorka z naslovom Pomlad je lepa. Maja 1896 je bil kraj uporabljen za nesrečno kronanje carja  Nikolaja II. Govorice o pomanjkanju hrane in o tem, da so čaše za kronanje vsebovale zlat kovanec, so povzročile stampedo, v katerem je bilo več kot 1000 (nekateri viri trdijo 1500) ljudi do smrti pohojenih.

## Hodinska tragedija
Polje je najbolj znano kot kraj tragične nesreče 18. maja 1896 med praznovanjem kronanja Nikolaja II.
Na območju ene mestne četrti so za praznovanje postavili cirkus, gledališča, 150 bifejev za razdelitev daril in 20 pivnic. V bližini slavnostnega trga je bilo polje, ki je imelo nabrežje in številne požiralnike. Zvečer 17. maja so se ljudje, ki so slišali govorice o bogatih darilih (darilo je bilo v resnici kruh, kos klobase, medenjaki in vrč), začeli zbrati v pričakovanju.
Okrog pete ure zjutraj na dan kronanja se je na terenu že zbralo nekaj tisoč ljudi. Policisti s 1800 moškimi niso uspeli vzdrževati civilnega reda, prišlo je do panike, ljudje so ušli izpod nadzora, pri čemer je bilo 1389 ljudi do smrti pohojenih, še toliko pa drugače poškodovanih.
Malomarnost cesarske oblasti je v Rusiji povzročila javno ogorčenje, zato so bili odpuščeni številni mladoletni uradniki. Vendar novi car ni preklical plesa, predvidenega za poznejši dan. Številni mistični pisci v Rusiji pravijo, da je bilo dejanje napoved Nikolajeve smrti v Sovjetski Rusiji.

## Letališče Hodinska
Prvi polet v Rusiji je bil iz Hodinka, ki ga je leta 1910 izvedel Boris Rosinski. Leta 1911 je pilot Aleksander Vasilijev tam pristal svoj Bleriot XI in edini od 11 pilotov, ki so začeli dirko na 453 milj od Sankt Peterburga do Moskve, končal dirko. Od 1930-ih je letališče organiziralo vsakoletne prireditve ob dnevu letalstva, ki so potekale tretji konec tedna v avgustu.
A. S. Jakovlev je v 1920-ih letih delal kot mehanik na letališču in med delom na svojih najzgodnejših modelih letal pregledal razbitine različnih zrakoplovov, ki so bili prisotni v grapi blizu polja.
Letališče je bilo obkroženo z različnimi objekti z omejenim dostopom, vključno z glavnim sedežem Aeroflota, oblikovalskimi biroji za Iljušina, Mikojana Gureviča (MiG), Suhoja in Jakovljeva, Organizacijo za proizvodnjo letala št. 30 (rusko Московское авиационное производственное объединение, ‘’Moskovskoje aviatsionnoje proizvodstvennoje objedinenije - MAPO) in sedež GRU (Glavni obveščevalni direktorat). Na letališču je bil tudi Nacionalni muzej letalstva in zračnih sil.
Poleti na letališče ali iz njega so se očitno nadaljevali vsaj do leta 1989 , vzletno-pristajalne steze pa so obstajale še v 2000-ih (vidno na Google Maps z odlično satelitsko sliko ene od vzletno-pristajalnih stez, ki je očitno raztrgana).
Pretekli načrti za to lokacijo so vključevali sodoben muzej letalstva in vesolja, ki naj bi bil po zaključku največji na svetu.
Letališče je blizu več moskovskih postaj metroja, vključno z Dinamom in letališčem na liniji Zamoskvoreckaja, ter Oktjabrško polje na progi Tagansko-Krasnopresnenskaja, ki nosi ime po Hodinskem polju.

## Sodoben razvoj
Po padcu Sovjetske zveze je International Society for Krishna Consciousness upalo, da bo tam postavljen največji tempelj v Rusiji, vendar se to ni zgodilo zaradi nasprotovanja Ruske pravoslavne Cerkve.
Megaspot palača (Дворец спорта "Мегаспорт") je bila na Hodinskem polju odprta leta 2006. Leta 2016 pa na nasprotni strani Megasport arene še CSKA stadion kot domače prizorišče nogometnega kluba CSKA Moskva.
- Park Hodinsko polje, 3D model
- Megasport Arena, odprta 2006
- CSKA Stadion, odprt 2016
- Aviapark, največje evropsko nakupovalno središče[5]